# كينغو كاوانيشي
كينغو كاوانيشي (河西健吾 كاوانيشي كينغو) هو مؤدي أصوات ياباني ولد في 18 فبراير 1985 في محافظة أوساكا.

## أدواره في الأنمي

### مسلسلات أنمي تلفزيونية
- البدلة المتنقلة جاندام: أيتام الدم الحديدي - ميكازوكي أوغاس
- شوكوغيكي نو سوما - شوجي ساتو
- شوكوغيكي نو سوما: الطبق الثاني - شوجي ساتو
- شوكوغيكي نو سوما: الطبق الثالث - شوجي ساتو
- شوكوغيكي نو سوما: الطبق الثالث: قطار توتسوكي - شوجي ساتو
- أناذر - جونتا ناكاو
- آلدنوا زيرو - كيساكي ماتسوريبي
- هايكيو!! - شيغيرو ياهابا
- هايكيو!! الموسم الثاني - شيغيرو ياهابا
- بطولات أرسلان - أسيم
- مغامرة جوجو الغريبة: ستارداست كروسيدرز - مانغاكا، دمية تاتسوهيكو
- مغامرة جوجو الغريبة: الماس لا ينكسر - تيرونوسكي مياموتو
- سايكو-باس 2 - أوزو
- من الغد الهادئ - غاكو إغاوا
- ناروتو شيبودن - كاغامي أوتشيها
- لاك آند لوجيك - فيريو
- متاعب سايكي كوسوؤو - كينجي تانيهارا
- أسد آذار - ري كيرياما
- بوبوكي بورانكي - ماكسيم أرسينييفنا بالاكيريفا
- بوبوكي بورانكي: عمالقة الكوكب - ماكسيم أرسينييفنا بالاكيريفا
- أول آوت!! - شوتا أداتشيغاهارا
- بونغو ستراي دوغز - جون إس
- ملحمة تانيا الآثمة - يوهان
- شارلوت - شيتشينو
- دايف!! - جيرو هيراياما
- ميجر سكند - تاماكي
- هاكيو هوشين إنغي - تايجوروكون
- المدير الأوسط تونيغاوا - هاغيو
- آيدولماستر سايد إم - كين يامامورا
- الرياح تهب بقوة - كوسكي ساكاكي
- كونسبشن - سيا
- ماغميل اللازوردي - إينيو
- فروتس باسكت 1st season - ريتسو سوما
- فروتس باسكت The Final - ريتسو سوما
- فريق الإطفاء الناري - تورو كيشيكي
- فريق الإطفاء الناري: الجزء الثاني - تورو كيشيكي
- دكتور ستون - غين أساغيري
- دكتور ستون STONE WARS - غين أساغيري
- سيف قاتل الشياطين - مويتشيرو توكيتو
- ساموراي الجمباز - هيروشي أوكاماتشي
- طوكيو ريفينجرز - ناهويا كاواتا/سمايلي

### أنمي الإنترنت
- مونستر سترايك - أكيرا كاغيتسوكي

### أفلام أنمي
- بوروتو: ناروتو الفيلم - يوروي
- مونستر سترايك ذا موفي: إلى مكان البداية - أكيرا كاغيتسوكي
- باتمان النينجا - ريد روبن

## أدواره في ألعاب الفيديو
- فاير إمبلم فيتس - سيغبيرت
- فاير إمبلم: ثري هاوسيس - سيريل

## أدواره في الدبلجة اليابانية
- سلسلة أفلام هاري بوتر
  - هاري بوتر والأمير الهجين - بليز زابيني
  - هاري بوتر ومقدسات الموت – الجزء 2 - بليز زابيني

## وصلات خارجية
- كينغو كاوانيشي على موقع IMDb (الإنجليزية)
- كينغو كاوانيشي على موقع ميوزك برينز (الإنجليزية)
- كينغو كاوانيشي على موقع قاعدة بيانات الفيلم (الإنجليزية)
- كينغو كاوانيشي على موقع ANN person (الإنجليزية)

- صفحة IMDb